# Pablo Antonio Arribas
Pablo Antonio Arribas (Quintanilla_de_la_Mata, 1771 - París, 1828) fou un advocat i polític espanyol, ministre durant el regnat de Josep I Bonaparte.
En 1790 va obtenir la càtedra de física de la Universitat de Valladolid. Després va estudiar jurisprudència a la mateixa universitat, de manera que en 1804 el rei Carles IV d'Espanya el va nomenar procurador general de la Sala d'Alcaldes de Casa i Cort.
Després de l'aixecament del 2 de maig de 1808 fou nomenat membre del Consell d'Estat i fou un dels signants de la Constitució de Baiona. Josep I Bonaparte el va nomenar Ministre de Policia General (1808-1813) i també fou interinament ministre de justícia en 1812-1813. Després de la batalla de Bailén va abandonar Madrid i en 1814 marxà d'Espanya amb Josep Bonaparte. Aleshores es va establir a Colombes, on va morir en 1828.

## Obres
- Disertación sobre los males que ocasiona al Estado el celibato
- Vida de Napoleón Bonaparte Emperador de los franceses (Madrid 1807-1808)